# لواء سحاب
لواء سحاب هو تقسم إداري ثاني يتبع محافظة العاصمة في الأردن، مركزه مدينة سحاب.  بلغ عدد سكانه في عام 2009 حوالي 68,010 نسمة.

## التقسيم الإداري
يضم هذا  اللواء كل من البلدات والمناطق التالية:
- سحاب
- العبدلية
- زملة العليا
- الخشافية الشمالية
- الخشافية الجنوبية
- المناخر
- قعفور